# 沃绍索尼福
沃绍索尼福（匈牙利語：Vasasszonyfa）是匈牙利沃什州所辖的一个村，总面积10.65平方公里，总人口380，人口密度35.7人/平方公里（2010年1月1日）。